# Psephenus oresbius
Psephenus oresbius är en skalbaggsart som beskrevs av Spangler 1968. Psephenus oresbius ingår i släktet Psephenus och familjen Psephenidae. Inga underarter finns listade i Catalogue of Life.